# París-Roubaix 1944
La París-Roubaix 1944 fou la 42a edició de la París-Roubaix. La cursa es disputà el 9 d'abril de 1944 i fou guanyada pel belga Maurice Desimpelaere, que s'imposà a l'esprint en la meta de Roubaix.
172 ciclistes van prendre la sortida, mentre que 89 l'acabaren.

## Classificació final
|    | Ciclista             | Equip              | Temps      |
| -- | -------------------- | ------------------ | ---------- |
| 1  | Maurice Desimpelaere | Alcyon             | 6h 09' 57" |
| 2  | Jules Rossi          | -                  | m. t.      |
| 3  | Louis Thiétard       | Metropole - Dunlop | m. t.      |
| 4  | Raymond Goussot      | -                  | m. t.      |
| 5  | Georges Claes        | Trialoux - Wolber  | m. t.      |
| 6  | Emiel Faignaert      | Michard            | m. t.      |
| 7  | Alvaro Giorgetti     | -                  | m. t.      |
| 8  | Amedee Rolland       | -                  | m. t.      |
| 9  | Manuel Huguet        | -                  | m. t.      |
| 10 | Lucien Vlaemynck     | Alcyon             | m. t.      |